# Élections locales britanniques de 2018
 (août 2018).
Si vous disposez d'ouvrages ou d'articles de référence ou si vous connaissez des sites web de qualité traitant du thème abordé ici, merci de compléter l'article en donnant les références utiles à sa vérifiabilité et en les liant à la section « Notes et références ».
Les élections locales britanniques de 2018 ont lieu le 3 mai 2018 en Angleterre. Sont concernés les 32 arrondissements de Londres, 34 arrondissements métropolitains, 68 conseils de district/arrondissement et 17 autorités unitaires, de même que les postes de maires de Hackney, Lewisham, Newham, Tower Hamlets et Watford ainsi que la nouvelle position de maire de la région de Sheffield. Dans les plupart des conseils hors de la capitale, on ne renouvelle que la moitié ou encore un tiers de sièges sur les conseils. Ces élections tiennent donc moins d'importance que celles des County Councils de l'année précédente dans presque toute la Grande-Bretagne.
Les travaillistes et les libéraux démocrates remportent quelques dizaines d'arrondissements, au détriment des conservateurs.

## Résultats

### Angleterre
| Parti | Parti                 | Conseils | Conseils | Sièges | Sièges |
| Parti | Parti                 | Élus     | +/-      | Élus   | +/-    |
| ----- | --------------------- | -------- | -------- | ------ | ------ |
|       | Parti travailliste    | 74       | =        | 2 353  | +79    |
|       | Parti conservateur    | 46       | -3       | 1 332  | -35    |
|       | Libéraux-démocrates   | 9        | +4       | 542    | +76    |
|       | Indépendant           | 0        | =        | 96     | +17    |
|       | Parti vert            | 0        | =        | 39     | +8     |
|       | UKIP                  | 0        | =        | 3      | -123   |
|       | Autres                | 0        | =        | 47     | -2     |
|       | Conseil sans majorité | 21       | -1       |        |        |
| Total | Total                 | 150      | 150      | 4 412  | 4 412  |

### Arrondissements de Londres

Résultats à Londres.

| Conseil                | Majorité sortante | Majorité sortante | Majorité élue | Majorité élue |
| ---------------------- | ----------------- | ----------------- | ------------- | ------------- |
| Barking and Dagenham   |                   | Travailliste      |               | Travailliste  |
| Barnet                 |                   | Sans majorité     |               | Conservateur  |
| Bexley                 |                   | Conservateur      |               | Conservateur  |
| Brent                  |                   | Travailliste      |               | Travailliste  |
| Bromley                |                   | Conservateur      |               | Conservateur  |
| Camden                 |                   | Travailliste      |               | Travailliste  |
| Croydon                |                   | Conservateur      |               | Travailliste  |
| Ealing                 |                   | Travailliste      |               | Travailliste  |
| Enfield                |                   | Travailliste      |               | Travailliste  |
| Greenwich              |                   | Travailliste      |               | Travailliste  |
| Hackney                |                   | Travailliste      |               | Travailliste  |
| Hammersmith and Fulham |                   | Conservateur      |               | Travailliste  |
| Haringey               |                   | Travailliste      |               | Travailliste  |
| Harrow                 |                   | Travailliste      |               | Travailliste  |
| Havering               |                   | Sans majorité     |               | Sans majorité |
| Hillingdon             |                   | Conservateur      |               | Conservateur  |
| Hounslow               |                   | Travailliste      |               | Travailliste  |
| Islington              |                   | Travailliste      |               | Travailliste  |
| Kensington and Chelsea |                   | Conservateur      |               | Conservateur  |
| Kingston upon Thames   |                   | Conservateur      |               | LibDem        |
| Lambeth                |                   | Travailliste      |               | Travailliste  |
| Lewisham               |                   | Travailliste      |               | Travailliste  |
| Merton                 |                   | Travailliste      |               | Travailliste  |
| Newham                 |                   | Travailliste      |               | Travailliste  |
| Redbridge              |                   | Travailliste      |               | Travailliste  |
| Richmond upon Thames   |                   | Conservateur      |               | LibDem        |
| Southwark              |                   | Travailliste      |               | Travailliste  |
| Sutton                 |                   | LibDem            |               | LibDem        |
| Tower Hamlets          |                   | Sans majorité     |               | Travailliste  |
| Waltham Forest         |                   | Travailliste      |               | Travailliste  |
| Wandsworth             |                   | Conservateur      |               | Conservateur  |
| Westminster            |                   | Conservateur      |               | Conservateur  |